# 尾花仙朔
尾花 仙朔（おばな せんさく、1927年4月9日 -2018年5月22日）は、日本の詩人。

## 人物
本名・三浦敬二郎。東京に生まれ、幼少期は宮城県七ヶ浜町で育つ。札幌商業学校（現・北海学園札幌高等学校）卒。仙台市在住。1957年「ユリイカ」に作品が掲載され、『荒地詩集』に参加。岡崎清一郎編集の詩誌『近代詩猟』『世界像』同人を経て、鈴木漠編集の『海』や塚本邦雄主宰の『玲瓏』に随時寄稿。

## 賞歴
- 1984年『縮図』で第25回晩翠賞受賞
- 1989年『おくのほそ道句景詩鈔』で宮城県芸術選奨受賞
- 1997年『黄泉草子形見祭文』で第23回地球賞受賞
- 2005年『有明まで』で第38回日本詩人クラブ賞受賞
- 2016年『晩鐘』で第34回現代詩人賞受賞

## 著書
- 『詩集 おくのほそ道句景詩鈔』書肆季節社 1989
- 『黄泉草子形見祭文 詩集』湯川書房 1997
- 『尾花仙朔詩集』土曜美術社出版販売 日本現代詩文庫 1999
- 『有明まで』思潮社 2004
- 『春靈』思潮社 2006
- 『尾花仙朔詩集』思潮社 現代詩文庫 2014
- 『晩鐘』思潮社 2015

## 注
1. ↑  『文藝家協会ニュース』6月号
2. ↑  『文藝年鑑』2008年
3. ↑  地球賞受賞者ピックアップ